# Джамкуське сільське поселення
Джамку́ське сільське поселення (рос. Джамкуское сельское поселение) — сільське поселення у складі Солнечного району Хабаровського краю Росії.
Адміністративний центр та єдиний населений пункт — селище Джамку.

## Населення
Населення сільського поселення становить 569 осіб (2019; 646 у 2010, 678 у 2002).